# Équipe de Nouvelle-Zélande masculine de kayak-polo
L'équipe de Nouvelle-Zélande de kayak-polo est l'équipe masculine qui représente la Nouvelle-Zélande dans les compétitions majeures de kayak-polo.
Elle est constituée par une sélection des meilleurs joueurs néo-zélandais.
Elle compte à son palmarès deux titres de champion d'Océanie (en 2003 et 2009) et un titre de vice-champion d'Océanie (en 2007).

## Palmarès
Parcours aux championnats d'Océanie
- 2003 : 1re
- 2005 : 3e
- 2007 : 2e
- 2009 : 1re
- 2011 : futur

Parcours aux championnats du Monde
- 1994 : 10e
- 1996 : 7e
- 1998 : NQ
- 2000 : NQ
- 2002 : 19e
- 2004 : 13e
- 2006 : 12e
- 2008 : 8e
- 2010 : 5e

NQ : Non qualifiée